# Mp3blaster
mp3blaster es un programa informático que permite reproducir ficheros de audio. Posee una interfaz gráfica basada en consola. Cuenta con menús, opciones de reproducción, control de volumen, mezclador y, por su condición de programa de consola, consume mínimos recursos del sistema. Es ideal para computadores descatalogados que necesiten un reproductor de ficheros de sonido con un mínimo control sobre ellos. Funciona en sistemas operativos tipo Unix y Mac OS X.